# Trachemys venusta
Trachemys venusta (лат.) — вид тропических пресноводных черепах из семейства американских пресноводных черепах. Распространена в Центральной и на прилегающих территориях севера Южной Америки от востока и юга Мексики до Колумбии. Обитает в пресных водоёмах: реках, озёрах и прудах. Видовое научное название происходит от латинского прилагательного venustus, означающего «подобный Венере, очаровательный, красивый, элегантный или изящный». Карапакс достигает до 35 см в длину у самцов и до 44 см у самок. Карапакс несколько вытянутый, гладкий, оливкового цвета; позвоночные щитки с неправильной формы, концентрическими, бледными кольцами, рёберные щитки с более правильной формы, концентрическими, бледными кольцами вокруг коричневого или тёмного пятна, которое находится немного выше центра; краевой щиток с концентрическими кольцами вокруг заднего шовного пятна. Пластрон жёлтый с круглыми тёмными пятнами на шве краевых пятен и более тёмными, неправильной формы, зеленоватыми линиями на центральном и других швах щитков и двойной линией на грудино-реберном симфизе. Голова и шея с широкими и узкими жёлтыми полосами.
Выделяют от 4 до 6 подвидов. Общепризнанными являются 4 подвида:
- Trachemys venusta venusta — номинативный подвид, распространённый на юге Мексики, в Гватемале и Белизе;
- Trachemys venusta cataspila — восток Мексики;
- Trachemys venusta iversoni — полуостров Юкатан на юге Мексики;
- Trachemys venusta uhrigi — Центральная Америка от юго-востока Гватемалы до юга Панамы.

Некоторые исследователи выделяют ещё два подвида: Trachemys venusta callirostris из северной Колумбии и Венесуэлы и Trachemys venusta chichiriviche из Венесуэлы, первый из которых другими герпетологами признаётся отдельным видом Trachemys callirostris. В случае выделения его в отдельный вид второй подвид может считаться его подвидом Trachemys callirostris chichiriviche.